# Dán női kézilabda-válogatott
A dán női kézilabda-válogatott Dánia nemzeti csapata, amelyet a Dán Kézilabda-szövetség irányít. 1996–2004 között háromszor nyerte meg a nyári olimpiát. 1997-ben világbajnok, valamint háromszoros Európa-bajnok is.

## Részvételei

### Nyári olimpiai játékok
- 1996:  Arany
- 2000:  Arany
- 2004:  Arany
- 2008: Nem jutott ki
- 2012: 9. hely
- 2016: Nem jutott ki
- 2020: Nem jutott ki
- 2024:  Bronz

### Világbajnokság
- 1957: 5. hely
- 1962:  Ezüstérem
- 1965: 5. hely
- 1971: 6. hely
- 1973: 7. hely
- 1975: 9. hely
- 1978: Nem jutott ki
- 1982: Nem jutott ki
- 1986: Nem jutott ki
- 1990: 10. hely
- 1993:  Ezüstérem
- 1995:  Bronzérem
- 1997:  Aranyérem
- 1999: 6. hely
- 2001: 4. hely
- 2003: 13. hely
- 2005: 4. hely
- 2007: Nem jutott ki
- 2009: 5. hely
- 2011: 4. hely
- 2013:  Bronzérem
- 2015: 6. hely
- 2017: 6. hely
- 2019: 9. hely
- 2021:  Bronzérem
- 2023:  Bronzérem
- 2025: Kijutott

### Európa-bajnokság
- 1994:  Arany
- 1996:  Arany
- 1998:  Ezüst
- 2000: 10. hely
- 2002:  Arany
- 2004:  Ezüst
- 2006: 11. hely
- 2008: 11. hely
- 2010: 4. hely
- 2012: 5. hely
- 2014: 8. hely
- 2016: 4. hely
- 2018: 8. hely
- 2020: 4. hely
- 2022:  Ezüst
- 2024:  Ezüst

## A2024-es Európa-bajnokiezüstérmes keret
| #  | név                     | poszt          | születési hely   | jelenlegi klubja    |
| -- | ----------------------- | -------------- | ---------------- | ------------------- |
| 1  | Sandra Toft             | kapus          | Gribskov         | Győri Audi ETO      |
| 3  | Kaja Kamp Nielsen       | beálló         | Rebild           | Team Esbjerg        |
| 4  | Helene Kindberg         | jobbátlövő     | Stockholm        | København Håndbold  |
| 5  | Sarah Iversen           | beálló         | Frederiksberg    | Ikast Håndbold      |
| 6  | Helena Elver Hagesø     | irányító       | Koppenhága       | Odense Håndbold     |
| 8  | Anne Mette Hansen       | balátlövő      | Glostrup         | Metz Handball       |
| 11 | Line Haugsted           | balátlövő      | Skive            | Team Esbjerg        |
| 12 | Anna Opstrup Kristensen | kapus          | Skanderborg      | Team Esbjerg        |
| 16 | Althea Reinhardt        | kapus          | Aarhus           | Odense Håndbold     |
| 18 | Mette Tranborg          | jobbátlövő     | Aarhus           | Team Esbjerg        |
| 21 | Andrea Aagot Hansen     | jobbszélső     | Frederiksberg    | Odense Håndbold     |
| 23 | Kristina Jørgensen      | irányító       | Horsens          | Győri Audi ETO      |
| 25 | Trine Østergaard Jensen | jobbszélső (c) | Skanderborg      | CSM București       |
| 26 | Stine Eiberg            | balátlövő      | Høje-Taastrup    | Nykøbing Falster HK |
| 32 | Mie Højlund             | balátlövő      | Favrskov         | Odense Håndbold     |
| 33 | Emma Friis              | balszélső      | Herning          | CSM București       |
| 34 | Rikke Iversen           | beálló         | Nykøbing Falster | Team Esbjerg        |
| 41 | Elma Halilcevic         | balszélső      | Esbjerg          | Odense Håndbold     |
| 42 | Michala Møller          | irányító       | Aalborg          | Team Esbjerg        |

## Szövetségi kapitányok
- Else Birkemose (1963–1965)

- Ole Eliasen (1986–1991)
- Ulrik Wilbek (1991–1998)
- Jan Pytlick (1998–2006)
- Brian Lyngholm(2006–2007)
- Jan Pytlick (2007–2014)
- Heine Eriksen (2015)[1]
- Klavs Bruun Jørgensen (2015–2020)[2]
- Jesper Jensen (2020–2025)[3]
- Helle Thomsen (2025–)[4]